# Doroteja Bolgarska
Dorothea Bolgarska (bolgarsko Доротея, srbohrvaško Doroteja/Доротеја, tudi Doroteja Vidinska, Doroteja Šišman), prva bosanska kraljica, * 1355, † cca. 1390.
Doroteja Bolgarska je bila hči bolgarskega carja Ivana Aleksandra Sracimira Šišman in njegove žene Ane Vlaške. S poroko s Tvrtkom I. je postala kraljica Bosne.

## Poreklo in družina
Doroteja se je rodila leta 1355 na gradu Vidin, takratnem sedežu Vidinske kneževine. Dorotejina starša sta bila Ana Vlaška in Ivan Sracimir, bolgarski cesar. Poleg Doroteje sta imela še vsaj dva otroka: 
- Konstantin, zadnji bolgarski cesar in vidinski despot
- hči, ki je umrla na dvoru Elizabete Poljske

## Otroštvo na Madžarskem
Potem ko so očeta vrnili na prestol Bolgarskega cesarstva, je Dorotejo in njeno sestro na svojem dvoru zadržal ogrski kralj Ludvik I. Ogrski, ki ga je Dorotejin oče moral priznati za svojega gospodarja. Cesar Ivan Sracimir je na ogrskem dvoru pustil hčere kot jamstvo njegove zvestobe ogrskemu kralju.
Doroteja je živela na ogrskem dvoru pod skrbništvom kraljice Elizabete Pjast, kraljeve matere, in kraljice Elizabete Kotromanić, kraljeve žene. Dorotejina sestra je kmalu umrla in Doroteja je potem služila kot dvorna dama Ludvikove matere Elizabete. Ludvik I. jo je zaročil s Tvrtkom, sorodnikom njegove žene Elizabete Kotromanić. 

## Zakon
Doroteja se je 8. decembra 1374 poročila s Tvrtkom in tako je postala banica Bosne. Po dubrovniških zapisih je bila poroka velika in svečana. Leta 1377 je bil njen mož okronan za kralja Bosne, s čimer je postala prva bosanska kraljica. 
Po nekaterih virih je Doroteja rodila bodočega kralja Tvrtka. II., medtem ko drugi viri navajajo, da je Tvrtko II, tako kot Stjepan Ostoja, nezakonski sin Dorotejinega moža. Kraljica Doroteja naj bi umrla leta 1390, saj se je tega leta Tvrtko I. začel pogajati z avstrijskim vojvodom Albertom III. o morebitni poroki v hišo Habsburžanov. 